# Carondelet-rif

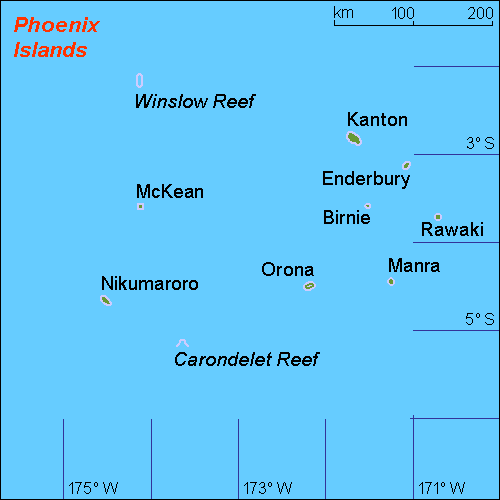
ligging van het Carondelet-rif

Het Carondelet-rif (Engels: Carondelet Reef) is een hoefijzervormig rif in de Grote Oceaan. Het maakt deel uit van de Phoenixeilanden en behoort toe aan de Republiek Kiribati. Het rif ligt 106 km ten zuidoosten van het eiland Nikumaroro, is ongeveer 1,5 km lang en het hoogste punt ligt 1,8 meter onder de zeespiegel. 